# Priscilla (sloop)
Pour les articles homonymes, voir Priscilla (homonymie).
Priscilla est un ancien sloop ostréicole construit en 1888 et a été classé au registre national des lieux historiques et déclaré National Historic Landmark le 17 février 2006. c'est le plus ancien bateau survivant de la flotte ostréicole de Great South Bay. Il est amarré près du Modesty, un autre sloop National Historic Landmark, comme navire-musée au Musée maritime de Long Island, et près de la Rudolph Oyster House (en) de 1908.

## Historique
Le samedi 7 avril 1888, Elisha Saxton a lancé son tout nouveau sloop de travail, Priscilla, sur la Patchogue River (en), pour George Rhinehart, qui a nommé le bateau pour sa femme, Priscilla.
De 1888 à 1963, Priscilla fut détenu et exploité par plusieurs ostréiculteurs du Connecticut et de l'État de New York. En 1963, les parcs à huîtres étaient complètement épuisés ou recouverts de limon provenant des tempêtes et des ouragans des décennies précédentes. Priscilla est l'un des derniers sloops à huîtres de New York.
De 1963 à 1976, il est devenu un voilier de croisière après de nombreuses restaurations de coque et d'intérieur. Son propriétaire, John Woodside, a navigué plusieurs foi aux Bahamas et au Maine. Au début des années 1970, il la grée en goélette, en copiant le plan de voilure de la célèbre goélette America.

## Préservation
En 1976, John Woodside l'a fait don au Suffolk Marine Museum, connu aujourd'hui sous le nom de Long Island Maritime Museum. En tant que plus grand navire de la collection du musée, Priscilla a parcouru la Great South Bay, visitant divers ports d'escale et a participé à des régates spéciales organisées pour les navires classiques. En 1986, Priscilla a participé au défilé des grands voiliers lors de la célébration du 4 juillet de la statue de la Liberté dans le port de New York, recevant une couverture télévisée en vedette par WABC-TV.